# パヤータイ区
パヤータイ区（パヤータイく、タイ語:เขตพญาไท）は、タイ王国バンコク都の行政区の一つ。
この行政区は、時計回りに、チャトゥチャック区、ディンデーン区、ラーチャテーウィー区、ドゥシット区の4つの行政区に接している。

## 歴史
1966年にドゥシット区、バーンカピ区の一部から分離して、新しい区が誕生した。パヤータイ通りにちなんで名づけられた。1973年にフワイクワーン区が分離。1989年に区の一部がラーチャテーウィー区に編入された。これによりパヤータイ通りはパヤータイ区には存在しなくなった。1993年に区の東部が新しく誕生したディンデーン区に編入された。

## 交通
- タイ国有鉄道 : サムセン駅
- バンコク・スカイトレイン : サナームパオ駅、アーリー駅、サパーンクワーイ駅

## その他
かつて元首相タクシン・シナワットは、パヤータイ警察署で働いていた。